# Museum Psychiatrie Venray
Het Museum Psychiatrie Venray is een museum te Venray, aan Stationsweg 46, gewijd aan de geschiedenis van de psychiatrie in deze plaats.
Aangezien Venray sinds het begin van de 20e eeuw twee grote psychiatrische inrichtingen kende (Sint-Anna en Sint-Servatius) en ook in het nabijgelegen Oostrum psychiatrische zorg werd geboden (Sint-Paschalis), kent Venray een rijke geschiedenis op dit terrein.
Het museum werd geopend in 1977 en bezit een groot aantal documenten en voorwerpen die de geschiedenis van de psychiatrie in Venray, die loopt van 1905 tot heden, illustreren.
Er is een verzameling van meer dan 5000 foto's en ook zijn er tal van documenten die de ontwikkeling van de psychiatrie en de omgang met psychiatrische patiënten illustreren. Deze voorwerpen kunnen religieus van aard zijn (de instellingen werden aanvankelijk door religieuzen beheerd) of geneeskundig dan wel algemene voorwerpen zoals sleutelbossen en dergelijke.
Ook worden er lezingen over psychiatrie gegeven.
Het museum maakt tegenwoordig onderdeel uit van de Vincent van Gogh-instellingen, welke ook Sint-Anna en Sint-Servatius hebben overgenomen.